# Firth (fiume)
Il Firth  è un fiume del Canada della lunghezza di 180 chilometri. Nasce nello Yukon sui Monti Brooks, poi scorre verso nord, attraversando anche il Parco nazionale Ivvavik, ed infine sfocia nel Mare di Beaufort, ad est dell'Isola Herschel.